# Бориловић
Бориловић је црногорско, српско и хрватско презиме.

## Познати људи
- Висарион Бориловић Бајица (†1692),  митрополит цетињски од 1685. до 1692. године
- Градислав Бориловић (†1352), српски великаш